# Котяча акула-ізак натальська
Котяча акула-ізак натальська (Holohalaelurus favus) — акула з роду африканська котяча акула родини котячі акули. Інша назва «сотовий плямистий ізак». Тривалий час вважалася субпопуляцією Holohalaelurus regani. У 1975 році виявлено низку суттєвих відмінностей. Проте лише у 2006 році визнано самостійним видом.

## Опис
Загальна довжина досягає 42-47 см. Зовнішні схожа  Holohalaelurus regani. Голова коротка, широка, дещо сплощена зверху. Морда широко закруглена. очі середнього розміру, овальні, горизонтальної форми, з мигальною перетинкою. Розмішені високо на голові. Під очима присутні щічні горбики. За очима розташовані невеличкі бризкальця. Губні короткі, майже не виражені, є лише у кутах рота. Рот широкий. На верхній щелепі — 60-65 робочих зубів, на нижній — 68-70. У неї 5 пар коротких зябрових щілин. Тулуб відносно щільний. Осьовий скелет містить 123—124 хребців. Шкіряна луска на тілі не однакового розміру: після заднього спинного плавця до кінця хвостового плавця луска дрібніша. Грудні плавці розвинені, широкі. Має 2 маленьких спинних плавці. Передній та задній плавці розташовані навпроти кінця черевних й анального плавця відповідно. Задній спинний плавець трохи більше за передній. Хвостова частина вузька. Хвостовий плавець вузький та відносно короткий, гетероцеркальний.
Забарвлення коричневе з численними темними плямами, що утворюють характерні візерунки на кшталт бджолиного стільника. Звідси походить інша назва цієї акули. Черево має білуватий колір.

## Спосіб життя
Тримається на глибинах від 200 до 1000 м. У випадку небезпеки здатна ховати голову під хвіст, утворюючи щось на кшталт кільця. Доволі активна акула. Живиться креветками, крабами, лангустами, іноді дрібною костистою рибою.
Це яйцекладна акула. Самиця відкладає 2 яйця. світло-коричневого кольору. Яйця мають вусики з боків, якими чіпляються до ґрунту. Народжені акуленята становлять 10-11 см.
Не є об'єктом промислового вилову. Проте часто потрапляє у рибальські мережі під глибоководного вилову ракоподібних. Це та погіршення екологічного середовища погано вплинуло на популяцію цієї акули. Тому сьогодні її віднесено до статус, що знаходиться під загрозою зникнення. З 2002 року вчені ще жодного разу не виловили цю акулу.

## Розповсюдження
Мешкає уздовж узбережжя Квазулу-Наталь, від Дурбана (ПАР), до південних вод Мозамбіку.